# Гималайская куропатка
Гималайская куропатка (лат. Ophrysia superciliosa) — вид куропаток из семейства фазановых. Единственный представитель своего рода. Последний раз была замечена в XIX веке, сейчас считается находящимся на грани исчезновения или уже вымершим видом.

## Описание
Длина тела 25 см. Самки немного меньше. У взрослых самцов лоб белый с чёрной окантовкой. Боковые стороны головы, подбородок и горло чёрные. Спереди и позади глаз имеются небольшие белые пятна. Темя буровато-серое с узкими чёрными полосами. Оперение тела коричневое с равномерными чёрными полосами. Крылья коричневые и немного светлее, чем оперение тела. Самка немного светлее, чем самец. Лоб, горло и кроющие уха бледного серо-коричневого цвета. Небольшие белые отметины имеются позади и выше глаз. Шея и верхняя часть тела красновато-бурые с заметными треугольными пятнами. Нижняя сторона серо-коричневого цвета.
Ноги короткие и сильные, шпоры отсутствуют. Перья длинные, копьевидные, похожи на перья итагина. Клюв очень сильный, хвост состоит из десяти перьев, закруглённых на конце.

## Распространение
Вид обитает в Северной Индии. Гималайская куропатка была отмечена на трёх участках на севере штата Уттар-Прадеш. Последнее наблюдение датировано 1890 годом. Несколько музейных чучел были собраны в сухие зимние месяцы с ноября по январь, что может быть связано с тем, что это были не гнездящиеся птицы, которые мигрировали дальше на север в высокогорные районы. Относительно небольшие крылья птиц не дают предполагать, что это мигрирующий на дальние расстояния вид. Регион находок музейных экспонатов в течение последних 150 лет радикально изменился. Интенсивный выпас скота привёл здесь к истощению растительного покрова на склонах гор и, вероятно, по этой причине птицы не смогли жить в этом регионе. Однако из восточных Гималаев приходят неподтверждённые наблюдения птиц, похожих на гималайскую куропатку, так что остаётся вероятность, что популяция этих птиц всё ещё продолжает существовать.

## Образ жизни
Птицы живут в небольших группах от 6 до 12 особей. Она предпочитают держаться в густом подлеске и на крутых склонах. Наблюдатель описал гималайскую куропатку как скрытную и осторожную птицу, которая неохотно взлетает. Не вызывает сомнений, что рацион птиц включает семена трав.